# (31807) Shaunalennon
1999 NP17 (asteroide 31807) é um asteroide da cintura principal. Possui uma excentricidade de 0.15091080 e uma inclinação de 7.83202º.
Este asteroide foi descoberto no dia 14 de julho de 1999 por LINEAR em Socorro.